# Форпостенбот

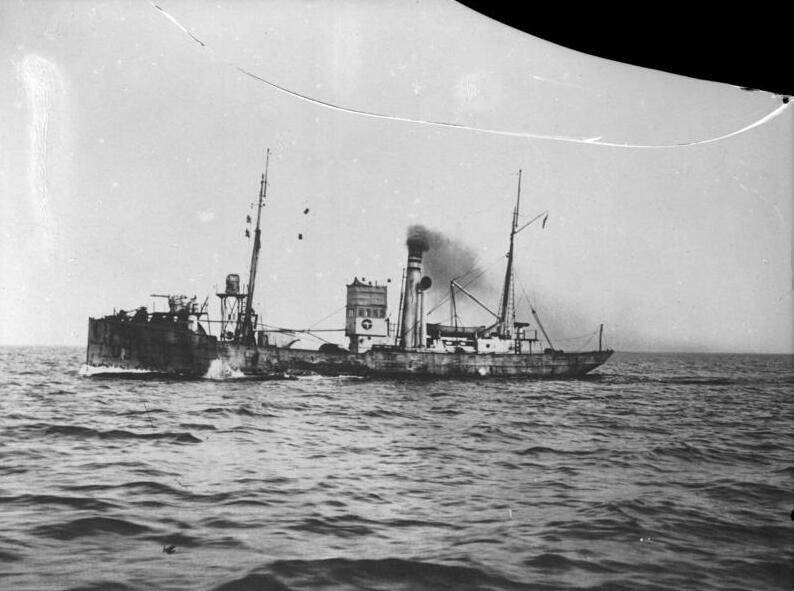
Перша Світова війна: Форпостенбот Nürnberg 1914

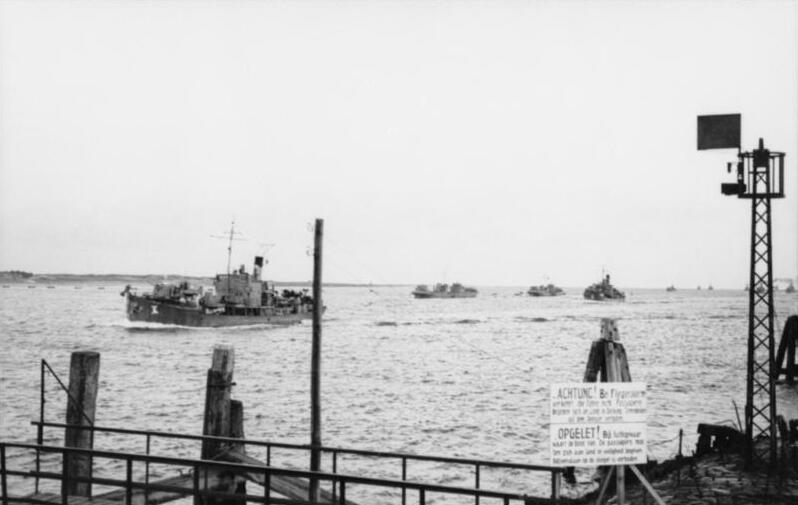
Флотилія форпостенботів виходить з данського порту під час Другої Світової війни

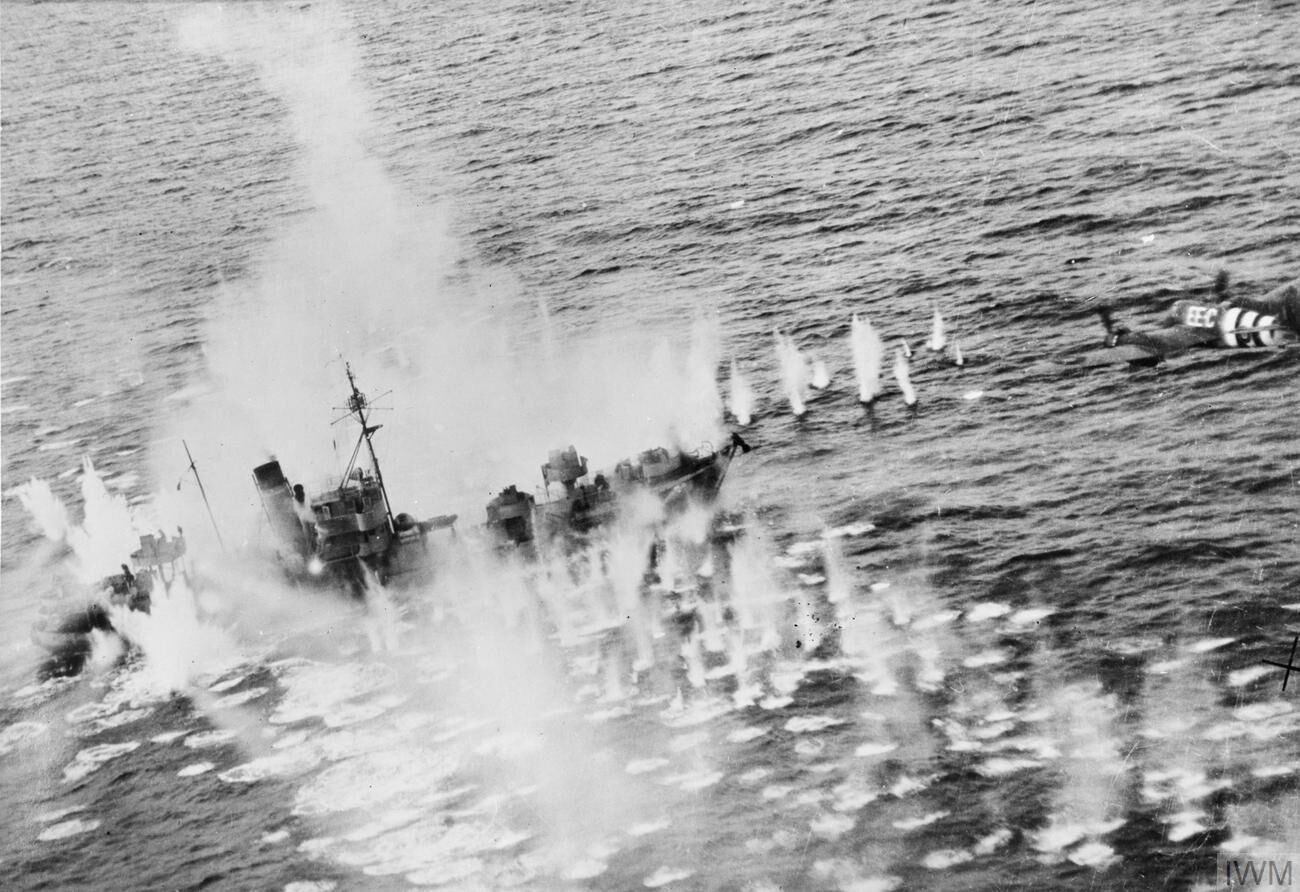
V-1605 Mosel під час атаки британських літаків поблизу берегів Норвегії 15 жовтня 1944.

Форпостенботи (нім. Vorpostenboot, у множині Vorpostenboote) — німецькі сторожові кораблі, які застосовувались під час Світових війн поблизу узбереж насамперед для патрулювання, супроводу конвоїв та у морських боях.
Дефіцит у Німеччині військових кораблів спеціальної побудови для охорони власного узбережжя та узбереж окупованих країн змушував під час війни переобладнувати для виконання цієї функції цивільні судна різного призначення. Більшість форпостенботів були переобладнані з риболовецьких суден, яхт та буксирів. Під час кожної зі Світових війн використовувалось кілька сотень таких кораблів.
Форпостенботи зазвичай озброювались однією чи двома гарматами середнього калібру, переважно 88-міліметровими, значною кількістю зенітних автоматичних гармат та кулеметів. Для боротьби з підводними човнами вони також отримували глибинні бомби. Їхній екіпаж складався з 60-70 осіб, більшість яких була призвана з резерву військово-морських сил. Форпостенботени успішно протистояли ворожим катерам, водночас були заслабкі для бою з есмінцями, не кажучи вже про більші військові кораблі.